# Jozy Altidore
Josmer Volmy Altidore (Livingston, 6 de novembro de 1989) é um futebolista estadunidense de ascendência haitiana que atua como atacante. Atualmente, joga pelo Olaria.
Altidore fez sua estreia profissional em 2006, com a idade de 16 anos com o  New York Red Bulls. No meio de sua terceira temporada com o New York, em 2008, ele fez uma transferência para o Villarreal. Durante seu tempo com o Villarreal, ele saiu por empréstimo três vezes - para o Xerez da segunda divisão espanhola em fevereiro de 2009, depois para o Hull City para toda a temporada 2009-10, e por fim ele passou um período de seis meses de empréstimo com o clube turco Bursaspor. No verão de 2011, ele fez uma mudança para AZ Alkmaar. Durante a janela de transferências de verão 2013, Sunderland assinou com Altidore. Altidore representou os Estados Unidos em vários níveis de competição internacional, representando a equipe dos Estados Unidos de base no mundial Sub-17 de 2005, mundial Sub-20 de 2007, nos jogos olímpicos de 2008 e a equipe principal dos EUA na Copa das Confederações 2009 e Copa do Mundo 2010.

## Primeiros anos de vida
O mais novo de quatro filhos, Altidore nasceu em Livingston, Nova Jersey e cresceu em Boca Raton, Flórida. Desde menino, sempre gostou de jogar futebol. Seus pais, Joseph e Giselle, eram ambos nascidos no Haiti (Altidore presta homenagem à sua herança através do uso de uma pulseira levando as bandeiras do Haiti e dos Estados Unidos durante seus jogos). Mais tarde, ele jogou no GBYSA e no Schulz Academy Soccer clube. Como colegial, ingressou no Boca Prep International School antes de ingressar no programa U.S. U-17 Residency. Ele é primo de segundo grau  do ator americano Wayne Brady.

## Carreira

### New York Red bulls
Em 2006 Altidore chegou ao metrostars (hoje Red Bulls).Altidore passou a maior parte da temporada de 2006 longe da equipe, enquanto trabalhava para seu diploma de ensino médio na Flórida.
Altidore fez sua estréia profissional em 23 de agosto de 2006, em uma derrota para o DC United por 3-1 . Ele marcou seu primeiro gol como profissional com de dezesseis anos, no  minuto 83, um tiro de 28 jardas na vitoria  por 1-0 em 16 de setembro de 2006 contra o Columbus Crew . Exatamente uma semana depois, em 23 de setembro de 2006, em uma derrota  de 4-3 para DC United, Altidore marcou novamente. Marcando três vezes em sete jogos, incluindo uma gol crucial contra Chicago Fire em 30 de setembro de 2006, Altidore se tornou um dos jogadores favoritos dos torcedores.

### Villarreal
Em 4 de junho de 2008, o Villarreal de La Liga concordou em princípio com a Major League Soccer e com o New York Red Bulls para assinar com  Altidore. Em 14 de setembro de 2008, Jozy fez sua estréia em  La Liga, entrando  na  segunda metade  contra o Deportivo La Coruña. Em 1 de novembro de 2008, a Jozy tornou-se o primeiro americano a marcar em La Liga, quando ele entrou em campo  e marcou contra o Athletic Bilbao. Em 30 de novembro de 2008, Jozy começou seu primeiro jogo em La Liga contra o Recreativo Huelva. Depois de passar um ano e meio emprestado, Altidore voltou ao Villarreal. Ele queria ficar no  Villarreal, em vez de um outro empréstimo para tentar provar para o clube que  valeu  a pena o investimento que feito há dois anos.

### Xerez
Em 30 de janeiro de 2009, o Villarreal concordou em emprestar Altidore para o Xerez, então líder da Segunda Divisão, até o final da temporada 2008-09. Esperava-se que a medida  permitiria a Altidore obter mais tempo de jogo, e também permitiria a continuação  do processo de assimilação à cultura espanhola. Em 16 de abril de 2009, Altidore passou por uma pequena cirurgia  que exigiu mais de um mês de recuperação, com isso ele não conseguiu atuar nenhuma vez pelo clube em sua curta passagem.

### Hull City
Em 5 de agosto de 2009, Altidore anunciou em seu Twitter que ele seria emprestado para o clube Hull City da Inglaterra. Ele se juntou ao Hull City no dia seguinte com opção para o clube adquirir os seus direitos no final da temporada 2009-10. Sua passagem pelo clube ficou marcada pelos altos e baixos.Em 28 partidas ele marcou apenas um gol.

### Bursaspor
Em 31 de janeiro de 2011, Altidore foi emprestado ao campeão turco Bursaspor por seis meses. Em 12 partidas ele marcou apenas uma vez na derrota por 3-2 para o Antalyaspor.

### AZ Alkmaar
2011-2012
Em 15 de julho o Az adquiriu os direitos de Altidore. Em 7 de agosto, Altidore fez a sua estreia pelo clube entrando no segundo tempo  contra o PSV Eindhoven. Altidore marcou no minuto 80, ajudando a sua nova equipa em uma vitória por 3-1 no dia de abertura do campeonato holandês. Altidore foi o artilheiro de sua equipe na temporada com 22 gols em todas as competições. Ele terminou empatado em sétimo lugar na artilharia do campeonato holandês. Altidore creditou sua bem-sucedida temporada ao seu novo treinador, Gertjan Verbeek.
2011-2012
No jogo de abertura do campeonato holandês, Altidore fez dois gols quando o AZ empatou em 2-2 com o campeão Ajax em 12 de agosto de 2012. Altidore continuou seu impressionante início na liga, marcando outra vez na vitoria do seu clube por 3-1  sobre o SC Heracles no segundo jogo da temporada. Após a pausa internacional, Altidore marcou o seu primeiro hat-trick no clube em 16 de setembro, ajudando o AZ a derrotar por 4-0 o Roda JC.
No primeiro jogo de 2013, Altidore um hat-trick contra o Vitesse . No dia 14 de abril, Altidore marcou o seu terceiro hat-trick da temporada em uma vitória por 6-0 sobre o FC Utrecht. Ao fim da temporada Altidore terminou com com 23 gols na Eredivisie e 8 na Copa KNVB.

### Sunderland

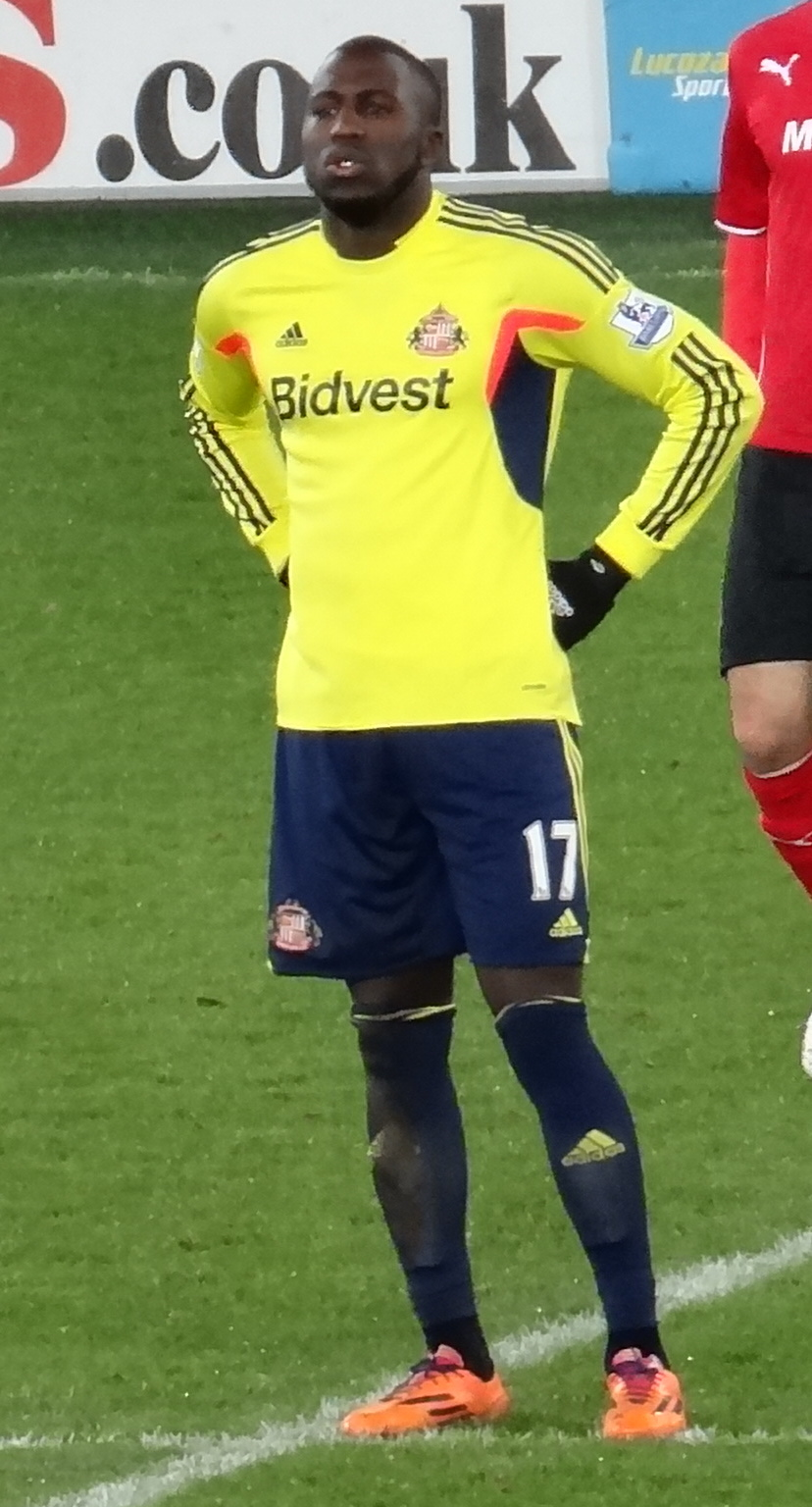
Altidore no Sunderland

Em 5 de julho de 2013, AZ concordou em vender Altidore para o Sunderland da Inglaterra. Ele assinou com o clube por quatro anos por um valor não revelado.

### Toronto FC
No começo de 2015 foi anunciado como reforço do Toronto FC numa troca que envolveu Jermain Defoe que foi para o Sunderland.

### NE Revolution
Em 14 de fevereiro de 2022, Altidore foi contratado pelo New England Revolution.

### Puebla
Em 28 de julho de 2022, Altidore foi emprestado ao Puebla.

## Seleção Americana

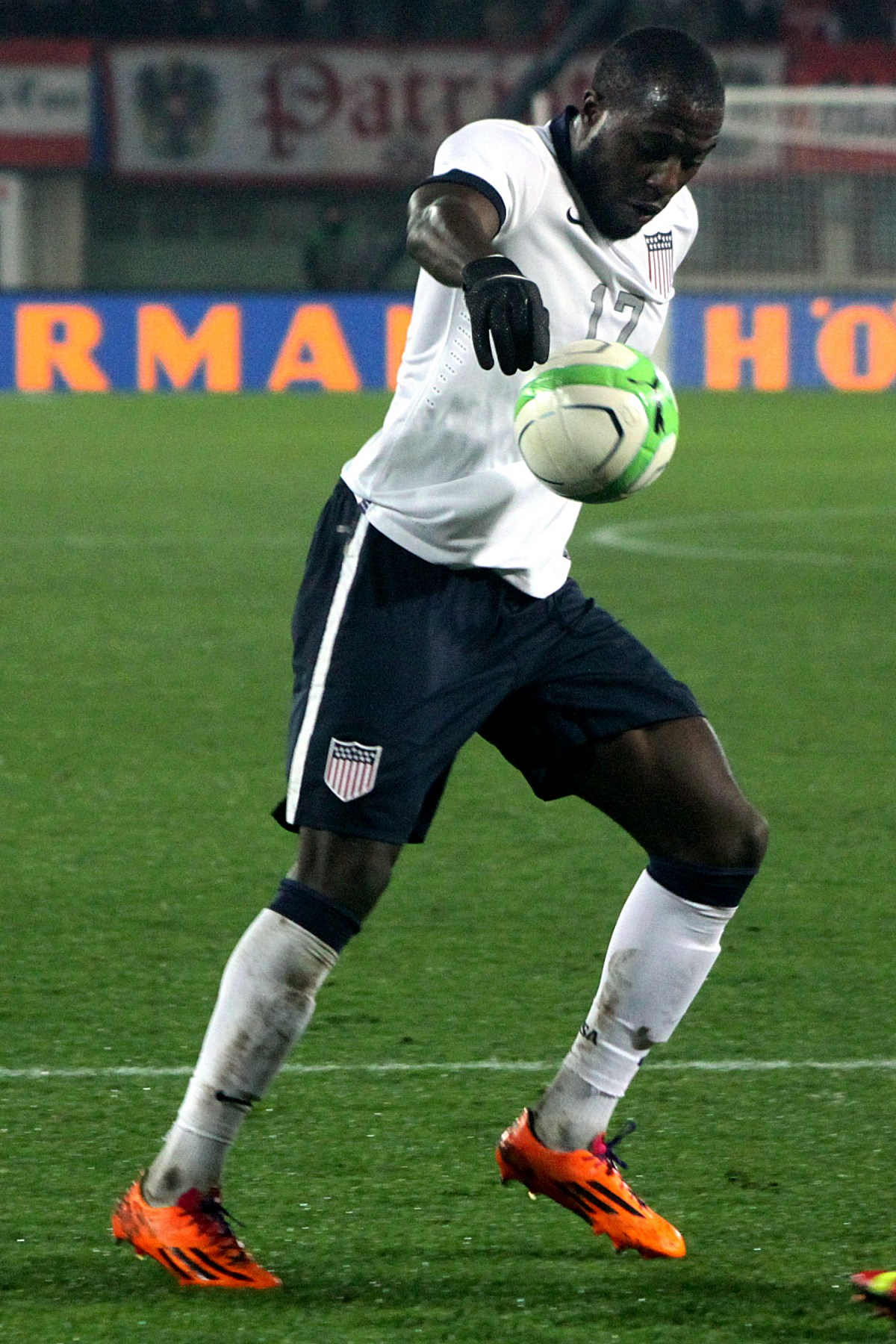
Altidore na seleção dos EUA

Em 28 de março de 2009, Altidore marcou seu primeiro gol na seleção principal, em uma partida das eliminatórias  da Copa do Mundo de 2010 no empate por 2-2 com El Salvador. Em 1 º de abril de 2009, Altidore marcou três gols na vitória por 3-0 sobre Trinidad e Tobago, tornando assim o mais jovem americano a marcar um hat-trick em um jogo internacional.
Em 24 de junho de 2009, Altidore marcou na semi-final da Copa das Confederações 2009 contra a Espanha. Os EUA chegaram a derrotar a seleção espanhola por 2-0.
Em 2 de junho de 2013 Altidore encerrou uma seca de gols de quase dois anos, ao marcar o primeiro gol em um amistoso internacional contra a Alemanha. Em seguida, ele marcou em seus dois próximos jogos internacionais contra Jamaica e Panamá, foi a primeira vez que ele marcou em três jogos internacionais consecutivos. Altidore  marcou  em um quarto jogo consecutivo contra Honduras em  uma partida das eliminatórias para a copa do mundo no dia  18 de junho de 2013.

## Títulos

### Clube
AZ
- Copa dos Países Baixos: 2012–13

Toronto FC
- MLS Cup: 2017
- MLS Supporters' Shield: 2017
- Campeonato Canadense de Futebol: 2016, 2017 e 2018

### Seleção
Estados Unidos
- Copa Ouro da CONCACAF: 2017